# Andreas Proles
Andreas Proles (* 1. Oktober 1429 in Altendresden; † 6. Juni 1503 in Kulmbach) war ein deutscher Theologe, der vor allem innerhalb des Augustinerordens für die strenge Beachtung der Ordensregel (Observanz) eintrat.

## Leben
Proles studierte seit dem Sommersemester 1446 an der Universität Leipzig, erwarb Anfang 1448 an der Artistenfakultät das Baccalaureat und im Wintersemester 1450 den Titel eines Magister artium. 1451 trat er in den Augustinerorden ein, legte dort 1452 die Profess ab und wurde im Dezember 1453 zum Priester geweiht. Anschließend studierte er Theologie in Perugia und kehrte als Lektor nach Deutschland zurück. 1456 übte er diese Funktion im Augustinerseminar in Magdeburg aus, wurde aber noch im gleichen Jahr zum Prior des Klosters Himmelpforten bei Wernigerode berufen. Im Frühjahr 1461 wurde er zum Provinzialvikar des Augustinerordens gewählt und verfolgte in diesem Amt, das er mit kurzer Unterbrechung (1467–1473) bis kurz vor seinem Tod innehatte, mit größtem Einsatz die Durchsetzung der Observanz im Augustinerorden, wobei er für sein diplomatisches Geschick Lob erntete, wegen seiner Ordenspolitik aber vor allem innerhalb des Ordens selbst Widerspruch erfuhr. Er starb im Konvent in Kulmbach. Sein Nachfolger wurde Johann von Staupitz.
Proles wurde von seinem Mitarbeiter Johannes von Paltz als herausragender Prediger gerühmt. Als solcher sprach er vor allem Ordensleute an. Er soll aber auch oft bis zu dreimal täglich unter großem Zulauf öffentlich gepredigt haben. In seinen Predigten thematisierte vor allem das Ordensleben selbst sowie das Sakrament der heiligen Messe.

## Werke
- Ein Innige lere wie man sych haldenn sal bey der Tauff der kinder, Leipzig 1500 (online)
- Sermon vom ersten Sonntage nach Trinitatis, Leipzig 1531 (online, unvollständig)
- Sermones dominicales, herausgegeben von Petrus Sylvius, Leipzig 1530 (online)